# Gyri Losnegaard
Gyri Smørdal Losnegaard (n. 4 de octubre de 1978 en Bergen, Hordaland, Noruega), es una guitarrista y compositora noruega.

## Carrera musical
Gyri Losnegaard fue una de las fundadoras del grupo femenino de metal gótico y doom metal Octavia Sperati en el año 2000, donde se mantuvo como guitarrista y una de las principales compositoras junto a Silje Wergeland y Bodil Myklebust, hasta el año 2008. 
En mayo de 2008, Losnegaard se convirtió en una miembro invitada de la banda de metal gótico Tristania en sus shows en vivo, en sustitución temporal de Svein Terje Solvang. El 20 de julio, se anunció en la página oficial de Octavia Sperati que "se tomarán un descanso".
En setiembre de 2009, se incorporó como integrante oficial de Tristania, siendo la primera mujer en ocupar el puesto de segundo guitarrista en esa agrupación.

## Discografía

### Con Octavia Sperati
- Guilty (demo, (2002)
- Winter Enclosure (2005)
- ...and Then the World Froze (single, 2007)
- Grace Submerged (2007)

### Con Tristania
- Rubicon (2010)
- Darkest White (2013)